# Cabinet Platzeck I
 (mars 2023).
Si vous disposez d'ouvrages ou d'articles de référence ou si vous connaissez des sites web de qualité traitant du thème abordé ici, merci de compléter l'article en donnant les références utiles à sa vérifiabilité et en les liant à la section « Notes et références ».
Le cabinet Platzeck I était le gouvernement régional (Landesregierung) du Land de Brandebourg du 26 juin 2002 au 19 septembre 2004.
Il était dirigé par le Ministre-président social-démocrate Matthias Platzeck et constitué d'une grande coalition entre le Parti social-démocrate d'Allemagne (SPD) et l'Union chrétienne-démocrate d'Allemagne (CDU).
Il a succédé au cabinet Stolpe III, également formé par une grande coalition, et a été remplacé par le cabinet Platzeck II, soutenu par une alliance identique.

## Composition
| Portefeuille                                                                                     | Titulaire       | Titulaire                         | Parti |
| ------------------------------------------------------------------------------------------------ | --------------- | --------------------------------- | ----- |
| Ministre-président                                                                               |                 | Matthias Platzeck                 | SPD   |
| Ministre de l'Intérieur Vice-Ministre-président                                                  |                 | Jörg Schönbohm                    | CDU   |
| Ministre des Finances                                                                            |                 | Dagmar Ziegler                    | SPD   |
| Ministre de la Justice et des Affaires européennes                                               |                 | Barbara Richstein                 | CDU   |
| Ministre de l'Économie                                                                           |                 | Ulrich Junghanns                  | CDU   |
| Ministre du Travail, des Affaires sociales, de la Santé et de la Famille                         |                 | Günter Baaske                     | SPD   |
| Ministre de l'Agriculture, de la Protection de l'environnement et de l'Aménagement du territoire |                 | Wolfgang Birthler                 | SPD   |
| Ministre de l'Éducation, de la Jeunesse et des Sports                                            |                 | Steffen Reiche                    | SPD   |
| Ministre de la Science, de la Recherche et de la Culture                                         |                 | Johanna Wanka                     | CDU   |
| Ministre du Développement urbain, du Logement et des Transports                                  |                 | Hartmut Meyer jusqu'au 23/09/2003 | SPD   |
| Ministre du Développement urbain, du Logement et des Transports                                  | Frank Szymanski |                                   | SPD   |